# Caspase 11
La caspase 11 est une protéase à cystéine de la famille des caspases. Cette enzyme présente chez les souris catalyse le clivage des chaînes polypeptidiques au niveau de séquences ayant un résidu d'aspartate en P1, avec une préférence pour la séquence (Ile/Leu/Val/Phe)–Gly–His–Asp-|-.
Les homologues humains de la caspase 11 sont la caspase 4 et la caspase 5. Ces trois caspases sont des récepteurs intracellulaires activés par les protéines de signalisation TLR4], TLR3 et TRIF (en) lors de la réponse immunitaire innée, et se lient directement au lipopolysaccharide (LPS) du cytosol ; le LPS est un élément structurel essentiel de la paroi des bactéries à Gram négatif. L'activation de la caspase 11 par le LPS déclenche l'activation d'autres caspases, conduisant au choc septique, à la pyroptose (en) et, souvent, à la mort de l'organisme.
La caspase 11 fournit une protection immunitaire contre les bactéries qui pénètrent dans le cytosol de la cellule hôte. Elle est par exemple activée par Burkholderia pseudomallei, une bactérie à Gram négatif présente dans le sol en Asie du Sud-Est et susceptible de provoquer une mélioïdose sévère. Elle est également activée in vitro par Shigella flexneri, et on a pu montrer qu'un modèle d'infection à Shigella sur le cochon d'Inde active la caspase 4, homologue humain de la caspase 11. Les bactéries qui n'atteignent normalement pas le cytosol n'activent la caspase 11 que si elles s'échappent des vacuoles qui les contiennent pour pénétrer malgré tout dans le cytosol des cellules qu'elles infectent. 
La caspase 11 contribue à la létalité par sepsis chez la souris. Le sepsis et le syndrome du choc toxique peuvent survenir lorsqu'un nombre trop élevé de cellules infectées subissent une pyroptose (en) en raison ou bien d'une suractivation du système immunitaire par libération dans l'organisme du contenu cytoplasmique de ces cellules, ou bien par réduction excessive du nombre de cellules saines. Le mécanisme par lequel la pyroptose contribue au choc septique et à la mort n'est pas encore bien compris, mais on pense que la libération de la protéine HMGB1 y joue un rôle.